# دانشکده پزشکی بابل
دانشکده پزشکی دانشگاه علوم پزشکی بابل یکی از دانشکده‌های پزشکی ایران وابسته به دانشگاه علوم پزشکی بابل در بابل است. این دانشکده در سال ۱۳۶۴ بنیانگذاری شد و دارای ۶ بیمارستان آموزشی است.

## تاریخچه
دانشکده پزشکی بابل در سال ۱۳۶۴ بنیانگذاری شد. هم‌اکنون ریاست این دانشکده را دکتر ایرج جعفری پور برعهده دارد.